# Allonautilus perforatus
Allonautilus perforatus är en bläckfiskart som först beskrevs av Conrad 1849.  Allonautilus perforatus ingår i släktet Allonautilus och familjen pärlbåtar. Inga underarter finns listade i Catalogue of Life.